# Depressió de les Aleutianes
La Depressió Aleutiana és un sistema de baixa pressió semipermanent situat a prop de les Illes Aleutianes al mar de Bering durant l'hivern de l'hemisferi nord. Es tracta d'una característica climàtica centrada geogràficament a prop de les Illes Aleutianes i es basa en la pressió mitjana atmosfèrica a nivell del mar. És un dels patrons de circulació atmosfèrica més grans de l'hemisferi nord i representa un dels "principals centres d'acció de la circulació atmosfèrica".

## Classificació
La Baixa Aleutiana es caracteritza per influenciar fortament la trajectòria i la força dels ciclons. Els ciclons extratropicals que es formen a les latituds subpolars del Pacífic nord solen alentir-se i arribar a la màxima intensitat a la zona de Baix Aleutià. Els ciclons tropicals que es formen a les regions tropicals i equatorials del Pacífic poden venir cap al nord i ser atrapats en la zona de depressions aleutiana. Això se sol veure en els mesos posteriors d'estiu. Tant el cicló de la Mar de Bering (CMB) de novembre de 2011 com el CMB de novembre de 2014 eren ciclons post-tropicals que s'havien dissipat i reforçat quan els sistemes van entrar a la regió baixa aleutiana. Les tempestes es recorden i s'han assenyalat com dues de les tempestes més fortes que han impactat el mar de Bering i les illes Aleutianes amb una pressió que caigué per sota dels 950 mb en cada sistema. La magnitud de la baixa pressió creà una pertorbació atmosfèrica extrema, la qual cosa pot provocar altres canvis importants en el clima. Després del cicló de la Mar de Bering de novembre de 2014, una enorme onada de fred, la del novembre de 2014, va assolir nord-amèrica, aconseguint un rècord de temperatures baixes a molts estats.

## Efectes
La Depressió Aleutiana serveix de conductor atmosfèric per als sistemes de baixa pressió, els ciclons post-tropicals i les seves restes i pot generar fortes tempestes que afectin Alaska i el Canadà. La intensitat de la Depressió Aleutiana és més forta a l'hivern i es dissipa gairebé completament a l'estiu. El patró de circulació es mesura basant-se en les mitjanes de característiques sinòptiques que ajuden a marcar les ubicacions dels ciclons i els seus recorreguts durant un període determinat. Tot i això, hi ha una variabilitat important en aquestes mesures. El patró de circulació canvia durant l'estiu de l'hemisferi nord quan l'Anticicló del Pacífic Nord ocupa les Aleutianes i desplaça el Baix Aleutià. Aquest patró de circulació d'alta pressió influeix fortament en les rutes de ciclons tropicals.

## Asimetria entre hemisferis.
La presència dels continents eurasiàtic i nord-americà impedeix que el cinturó continu de baixa pressió es desenvolupi a les latituds subpolars de l'Hemisferi Nord, cosa que reflectiria el cinturó circumpolar de baixa pressió i tempestes freqüents a l'oceà sud. Tanmateix, la presència dels continents pertorba aquest moviment i el cinturó subpolar de baixa pressió està ben desenvolupat només al Pacífic Nord (el Baix Aleutià) i l'Atlàntic Nord (el Baix Islandès, situat entre Groenlàndia i Islàndia)).